# 赛尔杰
赛尔杰（1942年11月—2020年2月12日），新疆和硕县人，中华人民共和国政治人物，新疆维吾尔自治区政协原副主席。

## 生平
赛尔杰1959年11月参加工作，1960年7月加入中国共产党。
1988年6月任巴音郭楞蒙古自治州土地管理局局长，1992年9月任副州长，1993年5月任州党委副书记、州长。1998年1月起任新疆维吾尔自治区政协第八届、第九届副主席，2009年6月退休。
2020年2月12日15时50分在乌鲁木齐逝世。